# Christiane Schurian-Bremecker
Christiane Schurian-Bremecker (* 1960) ist eine deutsche Pädagogin, Kultur- und Sozialwissenschaftlerin. Sie arbeitet an der CVJM-Hochschule als Professorin für Soziale Arbeit mit dem Schwerpunkt Methoden der Sozialen Arbeit. Zudem ist sie als Privatdozentin mit der Nomination „Familiale Sozialisation und Ethnizität“ am Fachbereich Humanwissenschaften der Universität Kassel tätig.

## Leben
Schurian-Bremecker begann 1982 ihr Studium der Europäischen Ethnologie und Empirischen Kulturwissenschaften, Geschichte und Pädagogik an der Philipps-Universität Marburg. Im Rahmen des Studiums verbrachte sie ein Auslandssemester in Spanien an der Universidad de Málaga. Für ihre Dissertation betrieb Schurian-Bremecker 5 Monate empirische Feldforschung in Kenia. Sie untersuchte dort das Verhalten und die Einstellungen deutscher Urlauber. Die Ergebnisse der empirischen Feldforschung mündeten 1989 in eine Promotion zum Thema Kenia in der Sicht deutscher Touristen. Eine Analyse von Denkmustern und Verhaltensweisen beim Urlaub in einem Entwicklungsland. Im Jahr 1989 wurde sie am Fachbereich Gesellschaftswissenschaften der Philipps-Universität Marburg zum Dr. phil promoviert.
Beginnend mit dem Jahr 1992 führte sie kontinuierlich Lehraufträge am Fachbereich Gesellschaftswissenschaften und am Fachbereich Sozialwesen der Universität Kassel durch. Ab dem Jahr 2002 folgten Lehraufträge am Fachbereich Erziehungswissenschaften der Philipps-Universität Marburg. Im Jahr 2001 war sie als wissenschaftliche Mitarbeiterin am Fachbereich Sozialwesen der Universität Kassel angestellt. Vom Wintersemester 2001/02 bis zum Sommersemester 2003 wurde sie mit der Vertretungsprofessur Sozialpädagogik mit dem Schwerpunkt „Interkulturelles Lernen und Migration“ an der Universität Kassel betraut.
2007 habilitierte Schurian-Bremecker sich am Fachbereich Sozialwesen der Universität Kassel mit dem Thema Kindliche Einschlafrituale in unterschiedlichen Kontexten. Seit dieser Zeit ist sie Mitglied der Universität Kassel als Privatdozentin mit der Venia legendi „Familiale Sozialisation und Ethnizität“.
Ab dem Jahr 2008 arbeitete Schurian-Bremecker für 3 Jahre an der Marburg University Research Academy (MARA) der Philipps-Universität Marburg als Referentin für wissenschaftliche Nachwuchsförderung. Sie unterstützte dort vor allem Nachwuchswissenschaftlerinnen in der postdoc-Phase mit einem career developement Programm. Darüber hinaus leitete sie die Kooperation des Weiterbildungsangebotes „Entwicklung und Management von Forschungsprojekten“ zwischen der Universität Kassel und der Philipps-Universität Marburg in die Wege.
Seit 2010 ist Schurian-Bremecker als Professorin für Methoden Sozialer Arbeit an der CVJM-Hochschule tätig. Seit dieser Zeit übt sie die Position der Studiengangsleiterin des berufsbegleitenden Studiengangs Soziale Arbeit aus. Von 2015 bis 2018 war sie Prorektorin der CVJM-Hochschule, ihr Nachfolger ist Germo Zimmermann.

## Privates
Schurian-Bremecker ist verheiratet und hat vier Kinder.

## Auszeichnungen
1999–2000 erhielt Schurian-Bremecker ein Wiedereinstiegsstipendium für Frauen (im Rahmen des Hochschulsonderprogramms III (HSP III) von Bund und Ländern) der Hessischen Landesregierung.

## Mitgliedschaften
- Arbeitskreis der Evangelischen Jugend (aej)
  - Sektion NiJaf (Netzwerk interkultureller Jugendverbandsarbeit und -forschung)

- Deutsche Gesellschaft für Erziehungswissenschaft (DGfE)
  - Sektion Allgemeine Pädagogik
  - Kommission Pädagogische Anthropologie

- Deutsche Gesellschaft für Soziale Arbeit (DGSA)[7]

- Fachbereichstag Soziale Arbeit

- Forschungsverbund für Sozialrecht und Sozialpolitik (FOSS)

- Marburg Research Academy (MARA) der Phillips Universität Marburg[2]

## Veröffentlichungen (Auswahl)

### Monografien
- „Eigentlich nicht mehr so Deutschland, aber Türkei ist auf jeden Fall dabei…“. Migration und Gegenwart. Kassel: Verlag kassel university press GmbH. 2012. ISBN 978-3-86219-340-0.
- „Ich bin ich…“. Migration und Erinnerung. Kassel: Verlag kassel university press GmbH. 2009. ISBN 978-3-89958-723-4.
- Kindliche Einschlafrituale im Kontext sozialer und kultureller Heterogenität. Kassel: Verlag kassel university press GmbH. 2008. ISBN 978-389958-399-1.
- Kenia in der Sicht deutscher Touristen. Eine Analyse von Denkmustern und Verhaltensweisen beim Urlaub in einem Entwicklungsland. Münster: Verlag Lit. 1989. ISBN 3-88660-528-0.

### Sammelbandbeiträge
- Warum sich der Schäfer der Gemeinde Affaltersbach dem Abendmahl verweigerte oder die Bedeutung von Ritualen für Gemeinschaften. In: Eppler, Wilhelm (Hrsg.) (2015): Fundamentalismus als religionspädagogische Herausforderung. Göttingen: Vandenhoeck & Ruprecht. S. 179–196. ISBN 978-3-8471-0419-3.
- Migration: ein vielschichtiges Stück Erinnerung. In: Schurian-Bremecker, Christiane (Hrsg.) (2009): „Ich bin ich…“ Migration und Erinnerung. Kassel: kassel university press GmbH. S. 35–42. ISBN 978-3-89958-723-4.
- Der Mann mit dem Stiefel – Fotografie und touristisches Verhalten. In: Backes, Martina (u. a.) (Hrsg.) (2002): Im Handgepäck Rassismus Beiträge zu Tourismus und Kultur. Freiburg im Breisgau: iz3w – Verlag. S. 175–190. ISBN 3-922263-19-4.
- „Wenn ich schlafe, hab‘ ich Angst!“ Die Bedeutung von Ritualen. In: Behnken, Imbke; Zinnecker, Jürgen (Hrsg.) (2001): Kinder. Kindheit. Lebensgeschichte. Ein Handbuch. Seelze-Velber: Verlag Kallmeyer. S. 806–818. ISBN 978-3-7800-5245-2.
- Die Familie im Kontext ritualisierter Handlungen. In: Bier-Fleiter, Claudia (Hrsg.) (2001): Familie und öffentliche Erziehung. Aufgaben, Abhängigkeiten und gegenseitige Ansprüche. Wiesbaden: Springer Fachmedien. S. 75–84. ISBN 978-3-8100-3081-8.
- „Anpirschen, beobachten, abwarten, schießen“ Fotografie als touristische Verhaltensweise. In: Köck, Christoph (Hrsg.) (2001): Reisebilder. Produktion und Reproduktion touristischer Wahrnehmung. Münster, New York, München, Berlin: Waxmann. S. 199–208. ISBN 978-3-8309-6047-8.
- Massentourismus oder sanftes Reisen? – globales Lernen im Touristikbereich. In: Scheunpflug, Annette (Hrsg.) (1996): Entwicklungsbezogene Bildung in beruflichen Schulen. Frankfurt/Main: Iko-Verlag Berlin. S. 251–282. ISBN 978-3-8893-9402-6.